# Songland
Songland är ett svenskt musikprogram som hade premiär på SVT den 24 mars 2023. Serien är baserad på den amerikanska förlagan med samma namn och som sändes på NBC mellan 2019 och 2020. Den första säsongen består av sex avsnitt.

## Handling
I varje avsnitt av Songland medverkar fyra nya och oetablerade låtskrivare. De får presentera sina egna låtar för en etablerad artist. Till sin hjälp har de en panel bestående av de etablerade låtskrivarna och musikproducenterna Linnea ”Nea” Södahl, Carl Falk Gramer och Elias Kapari som arbetar för att utveckla låten till dess fulla potential. I slutet av programmet väljer den etablerade artisten ut en vinnande låt.

## Medverkande etablerade artister
De sex etablerade artisterna som har till uppgift att välja ut vinnande låt är:
- Oscar Zia
- Cornelia Jakobs
- Titiyo
- Cherrie
- Jireel
- NOTD

## Avsnitt

### Avsnitt 1
- Gästartist: Oscar Zia

| Startnummer | Låtskrivare      | Låt                       | Producent           | Resultat |
| ----------- | ---------------- | ------------------------- | ------------------- | -------- |
| 1           | Julia Engborg    | "Allvar"                  | Linnea "Nea" Södahl | Top 3    |
| 2           | Lovisa Niklasson | "Golvet i hallen"         | Carl Falk           | Vinnare  |
| 3           | Rikard Amsköld   | "När du inte vill ha mig" | i.u.                | Utslagen |
| 4           | Naomi Wiehe      | "Sliter mig isär"         | Elias Kapari        | Top 3    |